# Гаргано, Николас
Ни́колас (Ник) Гарга́но (англ. Nicholas Gargano; 1 ноября 1934, Лондон — 28 марта 2016) — английский боксёр первой средней весовой категории, выступал за сборные Великобритании и Англии в середине 1950-х годов. Бронзовый призёр летних Олимпийских игр в Мельбурне, чемпион Европы, чемпион Игр Содружества наций, трёхкратный чемпион Англии, участник многих международных турниров и матчевых встреч.

## Биография
Родился в Лондоне, район Вест Хэм. Активно заниматься боксом начал в возрасте четырнадцати лет, проходил подготовку в лондонском клубе «Ковент-Гарденс», затем продолжил тренировки во время службы в рядах британской армии. На международном уровне дебютировал в 1953 году, в матчевой встрече со сборной Шотландии. Первого серьёзного успеха на ринге добился в 1954 году, когда в первом среднем весе стал чемпионом Англии среди любителей и представлял свою страну на Играх Британской империи и Содружества наций в Ванкувере, где завоевал золотую медаль. Год спустя вновь вновь победил на национальном первенстве, кроме того, выиграл золото на чемпионате Европы, прошедшем в Западном Берлине (1956).
В 1956 году Гаргано в третий раз одержал победу на первенстве Английской боксёрской ассоциации и благодаря череде удачных выступлений удостоился права защищать честь страны на летних Олимпийских играх в Мельбурне. На Олимпиаде сумел дойти до стадии полуфиналов, после чего проиграл по очкам будущему олимпийскому чемпиону румыну Николае Линке.
Получив бронзовую олимпийскую медаль, Гаргано вскоре завершил карьеру в сборной. Всего в его послужном списке 197 боёв, из них 190 окончены победой. В отличие от большинства своих соотечественников, он не стал переходить в профессиональный бокс, вместо этого продолжил службу в вооружённых силах.